# MicroDVD
MicroDVD je formátů titulků, jehož jméno je odvozeno od softwarového přehrávače filmů ve formátech DVD rip, DivX, XviD apod., vytvořeného německou firmou Tiamat Software v roce 2000 a vyvíjeného po následující rok. Soubor s titulky má zpravidla příponu .sub.

## Ukázka formátu titulků
```
{3640}{3735}V
 
pěti čtvrtích New Yorku|žije zhruba 8
 
milionů lidí.
{3740}{3802}V
 
celé oblasti 12
 
milionů.
```

Každý řádek obsahuje číslo snímku začátku a konce zobrazení titulku a vlastní text rozdělený do řádků znakem „|“.
Výhodou oproti formátu SubRip je menší velikost souboru s titulky, větší přehlednost a přesná synchronizace se scénou ve filmu. Nevýhodou je, že titulky jsou vázány na konkrétní snímek a tudíž je nutné znát FPS (počet snímků ve filmu za sekundu). V případě změny délky nebo FPS filmu je nutné přečasování popř. synchronizace titulků.